# CHIHIRO (가수)
CHIHIRO(チヒロ 지히로 / 치히로[*])는 일본의 여성 R&B 가수다.

## 프로필
후쿠오카현 출신의 R&B 싱어송라이터.
작사가, 작곡가로 음악 활동을 시작했다.
2006년부터 가수로의 활동을 시작하고, 2007년 봄에 아날로그 판 한정 싱글 'In the FLOOR'로 데뷔.
2007년에 첫 번째 앨범 'Jewels', 2009년에 두 번째 앨범 'DRESS', 2011년 세 번째 앨범 'Love Fragrance', 2012년에 'C is', 2013년에는 첫 베스트 앨범 'BEST 2007-2013'을 발매. 2014년 9월 발매한 미니앨범 'RESET ~다시, 사랑하고 싶도록~'에서는 더욱 '가사'에 무게를 둔 앨범을 발매. 2015년 4월 풀 앨범 'NAMIDA CARATS'를 발매.
지금까지 Spontania의 Tarantula나, SEAMO, DJ Deckstream, WISE, GIORGIO 13, HI-D, Sweep, Hilcrhyme의 TOC 등과 협업.
현재는 아티스트 활동 이외에, JFN 계열 라디오 방송 'flowers'의 방송 테마 송, 싱글 제작 등 사운드 크리에이터로서도 활약 중.

## 음반

### 싱글
| 집  | 발매일           | 제목                                          |
| --- | ---------------- | --------------------------------------------- |
| 1st | 2008년 12월 3일  | Roller Coaster Love feat. HI-D                |
| 2nd | 2009년 2월 25일  | Last Kiss                                     |
| 3rd | 2009년 10월 7일  | Beautiful feat. Sweep／Bouquet ~계속 둘이서~  |
| 4th | 2010년 7월 21일  | 짝사랑 feat. GIORGIO 13／Addicted             |
| 5th | 2010년 11월 10일 | Bye-Bad-Bye／Last Note                        |
| 6th | 2012년 1월 18일  | 영원 feat. Tarantula from Spontania           |
| 7th | 2013년 7월 3일   | 연애편지 feat. TOC from Hilcrhyme／애니버서리 |

### 디지털 한정 싱글
| 집   | 발매일           | 제목                    |
| ---- | ---------------- | ----------------------- |
| 1st  | 2010년 4월 7일   | 연정                    |
| 2nd  | 2011년 3월 16일  | 울어도 돼               |
| 3rd  | 2011년 4월 13일  | Thank You feat. WISE    |
| 4th  | 2011년 7월 27일  | 사랑 불꽃               |
| 5th  | 2011년 10월 5일  | Be with you             |
| 6th  | 2011년 11월 16일 | Love is…                |
| 7th  | 2011년 11월 23일 | 4℃                      |
| 8th  | 2011년 12월 7일  | Remember December       |
| 9th  | 2012년 3월 14일  | Answer                  |
| 10th | 2012년 6월 6일   | 신데렐라                |
| 11th | 2012년 6월 27일  | Love song               |
| 12th | 2013년 5월 15일  | 고백                    |
| 13th | 2013년 10월 2일  | 사랑 비                 |
| 14th | 2013년 11월 20일 | 붉은 실                 |
| 15th | 2013년 12월 18일 | 한번 더 ~One more time~ |
| 16th | 2014년 2월 19일  | Present                 |
| 17th | 2014년 8월 20일  | RESET                   |
| 18th | 2014년 9월 3일   | HOME                    |

### 앨범
| 집  | 발매일           | 제목                           |
| --- | ---------------- | ------------------------------ |
| 1st | 2007년 7월 25일  | Jewels                         |
| 2nd | 2009년 11월 11일 | DRESS                          |
|     | 2011년 3월 2일   | DE;LUXE Beatz by DJ DECKSTREAM |
| 3rd | 2011년 5월 25일  | Love Fragrance                 |
| 4th | 2012년 8월 29일  | C is                           |
|     | 2013년 3월 20일  | Best 2007-2013                 |
| 5th | 2014년 3월 5일   | LOVERS                         |
| 6th | 2015년 4월 8일   | NAMIDA CARATS                  |

### 미니앨범
| 집  | 발매일          | 제목                          |
| --- | --------------- | ----------------------------- |
| 1st | 2014년 9월 17일 | RESET ~다시, 사랑하고 싶도록~ |
| 2nd | 2016년 4월 13일 | 짝사랑 집                     |

### 대여 한정 앨범
- Make Up (2009년 10월 14일)
  1. CARE
  2. Miss U feat. ZANE
  3. Glitter
  4. Love & Hate
  5. Interlude
  6. In the FLOOR feat. Yuichiro Morishita & Double-K
  7. Make Up feat. USU aka SQUEZ
  8. Roller Coaster Love feat. HI-D
  9. Lonely
  10. Last Kiss
  11. Lonely CHIHIRO Self-Remix

### 아날로그 판
- In the FLOOR (2007년 3월 12일)
- Glitter (2007년 10월 4일)
- DE;LUXE Beatz by DJ DECKSTREAM EP1 (2011년 4월 16일)
- DE;LUXE Beatz by DJ DECKSTREAM EP2 (2011년 4월 16일)

### 피처링
- 모리시타 유이치로 'Feel the Dream' (2006년 11월 3일)
  - M-1 'Feel the Dream' feat. CHIHIRO produced by Junichi Hoshino a.k.a Tokyo Counterpoint
  - M-2 'Stand Up' feat. SPHERE of INFLUENCE & CHIHIRO produced by Shinnosuke (SOUL'd OUT)
- SHIKATA 'My Place' (2010년 8월 22일)
  - M-1 '만나고 싶어서... feat. CHIHIRO'
- NERDHEAD 'BEHIND the TRUTH' (2011년 10월 26일)
  - M-12 'SECRET SUMMER feat. CHIHIRO'
- 야마구치 리사 'LOVE & PRIDE' (2012년 1월 25일)
  - M-6 'why feat. CHIHIRO'

### 작사, 작곡
- MEILIN 'SAVE MY SOUL.' (2007년 2월 14일)
  - M-2 'Rock my world'
- MEILIN 'Candy☆Boy／My Sweet Darlin' (2007년 12월 5일)
  - M-1「Candy☆Boy」
- 가토 가즈키 '봄 사랑'
- flowers '더욱 더욱 ~Pray for flowers~'
- 서인국 'Hands Up'
- TRICK8f '사랑을 해서', 'I'll be there'
- me-me '고마워', 'WOMAN'

### 콤필레이션 앨범
- 'Who's Got Next? ~일본 전국 힙합 나라 자랑~' (2005년 12월 21일)
  - M-8 'In the FLOOR feat. Lowarth'
- 'Love-live-asia Mixed By Dj Rif' (2007년 8월 25일)
  - M-1 'In the FLOOR' feat. Lowarth
- 'Special Calling' (2008년 9월 10일)
  - M-5 'MAGIC ROUGE'
- 'Special Calling ~Session2~' (2009년 11월 25일)
  - M-4 '다시 내일도 feat. SHIN (CLIFF EDGE)'
- 'Mellow Disney ~R&B Revisited~' (2009년 12월 9일)
  - M-7 'A Dream Is a Wish Your Heart Makes'
- 'Girls Be Ambitious!! 2' (2011년 3월 30일)
  - (DISC-1) M-10 'Last Note'

## 협력
Miss U feat. ZANE
요미우리 TV, 닛폰 TV 계열 '아하! 꽃의 요리사' 2007년 7월 - 9월 엔딩 테마
Glitter
학교법인 아스카 학원 '아스카 미용 문화 전문 학교' CM송
Roller Coaster Love feat. HI-D
요미우리 TV 방송, 닛폰 TV 방송망 계열 'MMM' 2008년 10월 - 2009년 1월 엔딩 테마
dwango.jp CM송
Last Kiss
dwango.jp CM송
Beautiful feat. Sweep
닛폰 TV 계열 '억만소자! ~S-1 배틀로의 길~' 2009년 10월 - 12월 엔딩 테마
dwango.jp CM송
Bouquet ~계속 둘이서~
JFN 계열 'flowers' 방송 테마 송
연정
요미우리 TV 방송, 닛폰 TV 방송망 계열 '하마 양이!' 2010년 4월 - 6월 엔딩 테마
짝사랑 feat. GIORGIO 13
요미우리 TV 방송 'NIKETSU' 2010년 7월 - 9월 엔딩 테마
Bye-Bad-Bye
TBS 계열 '튼튼히 아카데미!!' 2011년 1월 - 3월 엔딩 테마
WOMAN
ABC, TV 아사히 계열 'Oh! 의기양양한 얼굴 회담' 2011년 4월 - 6월 엔딩 테마
사랑 불꽃
요미우리 TV 'The 사냥꾼' 2011년 10월 - 11월 엔딩 테마
4℃
요미우리 TV 'The 사냥꾼' 2011년 12월 - 2012년 1월 엔딩 테마
애니버서리
세븐일레븐 세븐 프리미엄 '세븐 골드 금 식빵' TV CM송
붉은 실
「Duo 그랑샤리오」TV CM 이미지 송
TBS 계열 '인기쟁이 나인티나인' 2014년 1월 - 3월 엔딩 테마
고백
TV 도쿄 '바보 소울' 엔딩 테마
연애편지 feat. TOC from Hilcrhyme
TV 도쿄 '힘 있게 하이파이브' 엔딩 테마
RESET
요미우리 TV '가지고 있어!? 인기쟁이' 2014년 10월 - 12월 엔딩 테마